# Município de Richland (condado de Allen, Ohio)
O município de Richland (em inglês: Richland Township) é um município localizado no condado de Allen no estado estadounidense de Ohio. No ano de 2010 tinha uma população de 6.289 habitantes e uma densidade populacional de 57,89 pessoas por km².

## Geografia
O município de Richland encontra-se localizado nas coordenadas 40° 52′ 10″ N, 83° 56′ 12″ O. Segundo a Departamento do Censo dos Estados Unidos, o município tem uma superfície total de 108.63 km², da qual 107,87 km² correspondem a terra firme e (0,7 %) 0,76 km² é água.

## Demografia
Segundo o censo de 2010, tinha 6.289 habitantes residindo no município de Richland. A densidade populacional era de 57,89 hab./km². Dos 6.289 habitantes, o município de Richland estava composto pelo 96,23 % brancos, o 1,19 % eram afroamericanos, o 0,24 % eram amerindios, o 0,64 % eram asiáticos, o 0,52 % eram de outras raças e o 1,18 % eram de uma mistura de raças. Do total da população o 1,37 % eram hispanos ou latinos de qualquer raça.